# Cosigüina
Cosigüina är en 872 meter hög aktiv stratovulkan och ett naturreservat på en halvö med samma namn vid Stillahavskusten i västra Nicaragua. Vulkanen hade den 20 januari 1835 det tredje kraftigaste vulkanutbrottet i historisk tid, endast överträffat av Krakatoa 1883 och Novarupta 1912. Exlpotionen kunde höras på över 1 000 kilometers avstånd. Cosigüinas senaste utbrott inträffade 1859, och den har sedan dess varit lugn.

## Kratersjö
I vulkanens krater finns en 1,2 km2 stor sjö vid namn Laguna de Cosigüina. Kratern är djup, och sjön ligger 700 meter under vulkanens topp, på bara 170 meters höjd över havet.

## Naturreservat
Cosigüinavulkanen är Nicaraguas äldsta naturskyddssområde, etablerat 1958 som en skyddszon för djurlivet, med namnet Zona de refugio Penislula Cosigüina. All jakt på däggdjur och fåglar förbjöds inom området.
År 1983 designerades vulkanområdet istället som ett naturreservatet, vid namn Reserva natural Volcán Cosigüina. Reservatet är 124 km2 stort och består de övre delarna av vulkanen, hela sluttningen västerut ner till Stilla havet samt en drygt 20 kilometer lång strandremsa längs den norvästra sidan av Cosigüinahalvön.